# Abdomen

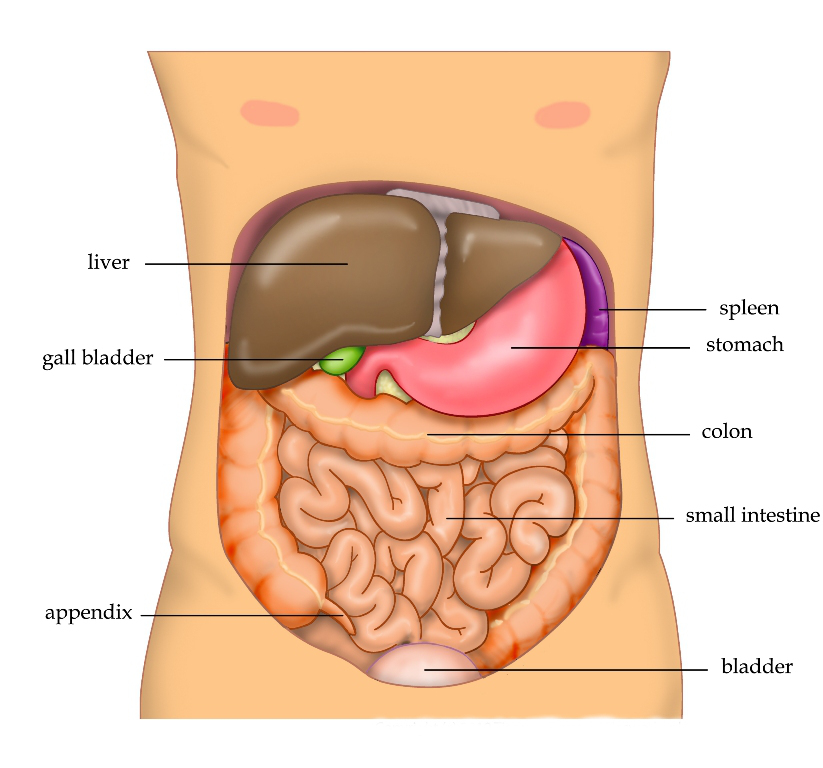
Schéma en anglais du contenu de l'abdomen humain.

« Ventre » redirige ici. Pour les autres significations, voir Ventre (homonymie).
 (février 2025).
Si vous disposez d'ouvrages ou d'articles de référence ou si vous connaissez des sites web de qualité traitant du thème abordé ici, merci de compléter l'article en donnant les références utiles à sa vérifiabilité et en les liant à la section « Notes et références ».
L'abdomen (du latin, de même sens) est une partie du corps humain ou du corps d'un animal. Chez l'être humain, il est également appelé ventre.

## Chez l'humain

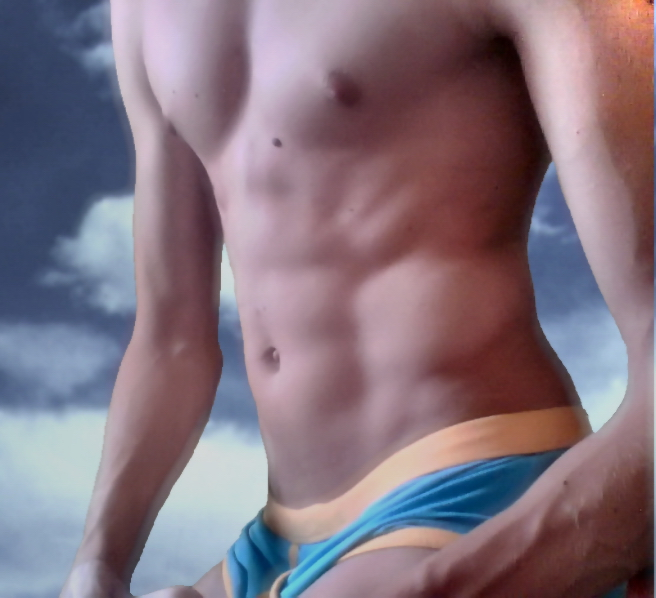
Abdomen d'un homme athlétique, montrant différents muscles sous la peau.

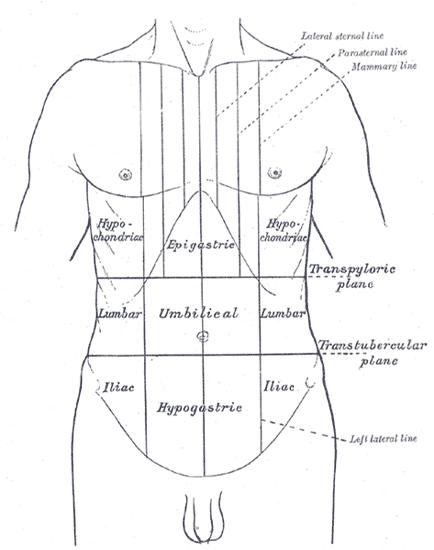
Repères de la face antérieure du tronc.

Chez l'être humain, l'abdomen est la région du corps située entre le thorax en haut et le petit bassin en bas, contenant la plus grande partie des organes digestifs.
Schématiquement, on peut diviser l'abdomen en deux parties :
- la cavité abdominale, en avant, contenant la plupart des organes du système digestif entourés du péritoine.
- le rétropéritoine, en arrière, contenant une partie du système urinaire.

### Parois
L'abdomen humain a une forme de cylindre vertical dont on décrit essentiellement quatre faces délimitant la cavité abdominale. La partie supérieure de l'abdomen est séparée de la cavité thoracique par le muscle diaphragme qui prend l'aspect d'un dôme à convexité supérieure. La cavité abdominale n'est pas matériellement séparée de la cavité périnéale en bas puisqu'il n'y a pas de séparation autre que théorique. Cette séparation est définie par l'entrée du bassin et la limite du péritoine reposant sur les organes pelviens. La cavité abdominale est limitée en avant et en dehors par une ceinture musculaire faite du croisement de plusieurs muscles abdominaux décrits plus bas, et limitée en arrière par le rachis lombaire, la face antérieure des ailes des os iliaques et par les dernières côtes flottantes (XIe à XIIe).
La face antéro-externe de la cavité abdominale est limitée par une succession de couches musculaires et aponévrotiques constituées des muscles : droit, oblique externe, oblique interne et transverse.
Dans sa partie postérieure, la paroi de l'abdomen présente les muscles : petit dentelé inférieur, grand dorsal et carré des lombes.

### Cavité abdominale

Emplacement de la cavité abdominale.

La cavité abdominale contient le foie qui est attaché à la vésicule biliaire, et l'intestin grêle relié à l'estomac, et au côlon, ainsi que la rate.
Il contient également le pancréas. Le grand bassin est compris dans la cavité abdominale, contrairement au petit bassin qui appartient à la cavité pelvienne.

### Rétropéritoine
Le rétropéritoine contient latéralement les reins, les glandes surrénales, les uretères, et médialement des vaisseaux sanguins importants comme l'aorte abdominale et la veine cave inférieure.

### Marques superficielles
Chez l'humain, on note la cicatrice ombilicale centrale, entre les deux muscles droits de l'abdomen, source parfois d'une déhiscence et d'une hernie ombilicale.
Le périmètre ombilical permet de mesurer un paramètre prédictif de maladie cardiovasculaire. Il reflète la masse grasse abdominale responsable de la résistance insulinique des diabétiques non insulino-dépendants et des syndromes métaboliques.

## Chez les insectes

La partie C correspond à l'abdomen.

Chez les insectes, l'abdomen correspond au segment situé à l'extrémité caudale du corps. Il fait suite à la tête (A sur le schéma) et à la partie thoracique (B sur le schéma).

## Anatomie comparée
La cavité abdominale n'existe que chez les vertébrés supérieurs.
- Chez les oiseaux, la séparation entre l'abdomen et le thorax n'est pas aussi complète que chez les mammifères.
- Chez les reptiles et les amphibiens, il n'y a pas de diaphragme.
- Chez les insectes, le corps est divisé en trois régions. C'est la partie postérieure qui constitue l'abdomen. Sa forme varie selon les espèces.
- Chez les arachnides (araignées, scorpions…), l'abdomen, quelquefois appelé opisthosome est la partie terminale du corps.
- Les poissons, n'ayant pas de poumons, n'ont pas de cavité pectorale ; le cœur est séparé de l'abdomen par une forte membrane un peu analogue au diaphragme.